# New Lenox
New Lenox é uma vila localizada no estado americano de Illinois, no Condado de Will.

## Demografia
Segundo o censo americano de 2000, a sua população era de 17.771 habitantes.
Em 2006, foi estimada uma população de 24.039, um aumento de 6268 (35.3%).

## Geografia
De acordo com o United States Census Bureau tem uma área de
26,1 km², dos quais 26,1 km² cobertos por terra e 0,0 km² cobertos por água.

## Localidades na vizinhança
O diagrama seguinte representa as localidades num raio de 12 km ao redor de New Lenox.